# مردان معصوم
مردان معصوم، روستایی از توابع بخش مرکزی شهرستان گچساران در استان کهگیلویه و بویراحمد ایران است.
مردمان این روستا اکثریت به کشاورزی مشغول هستند و درآمد تقریبا خوبی دارند. اصلیت مردم این روستا از طایفه اولادمیرزاعلی بویراحمد است.تا

## جمعیت
این روستا در دهستان لیشتر قرار دارد و براساس سرشماری مرکز آمار ایران در سال ۱۳۸۵، جمعیت آن ۳۴۵ نفر (۸۳خانوار) بوده‌است.